# Matus bicarinatus
Matus bicarinatus är en skalbaggsart som först beskrevs av Thomas Say 1823.  Matus bicarinatus ingår i släktet Matus och familjen dykare. Inga underarter finns listade i Catalogue of Life.